# Steve McCurry
Steve McCurry (născut în Philadelphia, Pennsylvania 1950) este un fotojurnalist american cunoscut pentru fotografiile sale în culori, care sunt memorabile. Una dintre calitățile sale distincte ca fotograf, articulată în modul celei mai solide tradiții documentaristice, este surprinderea esenței naturii umane în cele mai diferite ipostaze. McCurry a fost fotograf în multe zone de conflict ale planetei, incluzând războiul dintre Iran și Irak, Beirut, Cambodgia, Filipine, Războiul din Golful Persic și, mai apoi, continuând cu documentarea războiului din Afghanistan. Lucrările lui McCurry sunt adesea prezentate în revistele de pretutindeni, apărând frecvent în paginile prestigioasei reviste National Geographic. Este membru al celebrrei agenții a fotografilor profesioniști Magnum Photos din 1986.
Cariera de vârf a fotojurnalistului a început odată prezența sa în Afganistan, exact înainte de invazia sovietică a acestei țări din 1979, pe care a fotografiat-o "din interior", producând imagini memorabile. Ajuns în Afganistan trecând prin Pakistan, folosind deghizarea unei mantii folosită de localnici și numită garb, având toate filmele ascunse și cusute în interiorul hainelor sale, Steve McCurry a dat dovadă de un curaj și spirit întreprinzător remarcabil. Unele din aceste imagini au fost publicate în diverse reviste de-a lungul globului arătând primele natura și amploarea exactă a conflictului din această țară niciodată cucerită cu adevărat de nimeni. Întreaga sa surprindere a acelor evenimente a fost recompensată cu medalia de aur Robert Capa a celui mai bun reportaj fotografic din străinătate, premiu dedicat doar fotografiilor de excepție care au produs lucrări și cicluri fotografice de excepție în condiții de excepție.
Deși McCurry fotografiază atât clasic cât și digital, declară că este un adept al filmului. Locuind în New York City, McCurry oferă seminarii de sfârșit de săptămână fotografilor interesați în a avea lucrările comentate și criticate de el.
Unul dintre momentele cele mai larg cunoscute ale carierei lui Steve McCurry a fost cel al publicării fotografiei "Afghan Girl", care fusese inițial "doar" fotografia unei refugiate necunoscute. Fotografiată în 1984 și publicată ca fotografia copertei lunii iunie a revistei National Geographic din anul 1985, imaginea a devenit aproape imediat "cea mai recunoscută fotografie" din istoria prestigioasei reviste. Sub același nume de "[The] Afghan Girl", portretul acestei tinere de 12 - 13 ani a devenit prin publicarea sa pe broșurile, posterele și calendarele organizației Amnesty International și mai recunoscută pretutindeni. Identitatea acestei "Afghan Girl" a rămas necunoscută pentru mai bine de 18 ani de la fotografierea sa, până când, în 2002, Steve McCurry împreună cu o echipă a National Geographic au reușit să localizeze fosta fată, devenită acum femeie, Sharbat Gula. 
In anul 2001, Steve McCurry a expus într-o expoziție internațională de artă organizată de agenția Leo Burnett cu pictorul italian Umberto Pettinicchio, la Lausanne, în Elveția.